# Exocyst
Exocyst (z angl., označení se však používá i v češtině) je oktamerní proteinový komplex, který hraje významnou roli v regulaci buněčné sekrece (exocytózy) vnitrobuněčnými váčky na plazmatické membráně. Je přítomen u živočichů, rostlin, kvasinek, ale i u některých primitivních prvoků. Exocyst upoutává sekretorické váčky na plazmatickou membránu před vlastním splynutím membrán (které je regulované hlavně SNARE proteiny a způsobí uvolnění obsahu váčku do mimobuněčného prostoru). Skládá se z osmi proteinových podjednotek: Sec3, Sec5, Sec6, Sec8, Sec10, Sec15, Exo70 a Exo84.